# Кръглоезични жаби
Кръглоезичните жаби (Alytidae, Discoglossidae) са семейство жаби. Според някои класификации семейство Бумкови (Bombinatoridae) е част от това семейство.

## Разпространение
Представителите на това семейство са разпространени в Европа, Азия и Северна Африка.